# 清傳寺
清傳寺（清伝寺、せいでんじ）は、岐阜県高山市江名子町にある高野山真言宗の寺院で、山号は神護山。飛騨三十三観音霊場7番札所であり、中部四十九薬師霊場39番札所でもある。

## 縁起
天平神護元年(765年)に泰澄禅師が自刻の十一面観音菩薩を本尊として加賀白山の山麓に創建したと伝わる。後鳥羽天皇の時代に戦禍により一時廃絶の憂き目に遭うが、永享5年(1433年)に醍醐寺の成伝律師が再興した。北陸が前田家の領地となるとその祈願所として隆興し、富山藩が成立するとそれに伴い富山市長柄町へと移転した。明治13年（1880年）、火災に遭い、それ以前の記録が失われる。大正7年（1918年）に富山での寺院の維持が困難になり高山市へ移転し、さらに本堂の改築を契機に昭和5年（1930年）に現在地へ移転した。境内の墓地地には大原騒動で駕籠訴人として処刑された江名子村孫次郎の墓がある。

## 仏像
本尊脇の薬師如来は飛騨の仏師によるもので、姫薬師と呼ばれている。また、同じく本尊脇にある大日如来坐像は苗木藩の遠山友貞所縁の仏像であるが、廃仏毀釈により当寺に移されたものである。また、円空作の観音菩薩像を所蔵する。

## アクセス
- JR高山駅よりタクシーで8分。